# Sorex
Sorex é um gênero mamífero da família Soricidae.

## Espécies
- Sorex alaskanus Merriam, 1900
- Sorex alpinus Schinz, 1837
- Sorex antinorii Bonaparte, 1840
- Sorex araneus Linnaeus, 1758
- Sorex arcticus Kerr, 1792
- Sorex arizonae Diersing e Hoffmeister, 1977
- Sorex arunchi Lapini e Testone, 1998
- Sorex asper Thomas, 1914
- Sorex averini Zubko, 1937
- Sorex bairdi Merriam, 1895
- Sorex bedfordiae Thomas, 1911
- Sorex bendirii (Merriam, 1884)
- Sorex buchariensis Ognev, 1921
- Sorex caecutiens Laxmann, 1788
- Sorex camtschatica Yudin, 1972
- Sorex cansulus Thomas, 1912
- Sorex cinereus Kerr, 1792
- Sorex coronatus Millet, 1828
- Sorex cylindricauda Milne-Edwards, 1872
- Sorex daphaenodon Thomas, 1907
- Sorex dispar Batchelder, 1911
- Sorex emarginatus Jackson, 1925
- Sorex excelsus G. M. Allen, 1923
- Sorex fumeus Miller, 1895
- Sorex gaspensis Anthony e Goodwin, 1924
- Sorex gracillimus Thomas, 1907
- Sorex granarius Miller, 1910
- Sorex haydeni Baird, 1857
- Sorex hosonoi Imaizumi, 1954
- Sorex hoyi Baird, 1857
- Sorex isodon Turov, 1924
- Sorex jacksoni Hall e Gilmore, 1932
- Sorex kozlovi Stroganov, 1952
- Sorex leucogaster Kuroda, 1933
- Sorex longirostris Bachman, 1837
- Sorex lyelli Merriam, 1902
- Sorex macrodon Merriam, 1895
- Sorex maritimensis Smith, 1939
- Sorex merriami Dobson, 1890
- Sorex milleri Jackson, 1947
- Sorex minutissimus Zimmermann, 1780
- Sorex minutus Linnaeus, 1766
- Sorex mirabilis Ognev, 1937
- Sorex monticolus Merriam, 1890
- Sorex nanus Merriam, 1895
- Sorex neomexicanus Bailey, 1913
- Sorex oreopolus Merriam, 1892
- Sorex orizabae Merriam, 1895
- Sorex ornatus Merriam, 1895
- Sorex pacificus Coues, 1877
- Sorex palustris Richardson, 1828
- Sorex planiceps Miller, 1911
- Sorex portenkoi Stroganov, 1956
- Sorex preblei Jackson, 1922
- Sorex pribilofensis Merriam, 1895
- Sorex raddei Satunin, 1895
- Sorex roboratus Hollister, 1913
- Sorex rohweri Rausch, Feagin e Rausch, 2007
- Sorex samniticus Altobello, 1926
- Sorex satunini Ognev, 1922
- Sorex saussurei Merriam, 1892
- Sorex sclateri Merriam, 1897
- Sorex shinto Thomas, 1905
- Sorex sinalis Thomas, 1912
- Sorex sonomae Jackson, 1921
- Sorex stizodon Merriam, 1895
- Sorex tenellus Merriam, 1895
- Sorex thibetanus Kastschenko, 1905
- Sorex trowbridgii Baird, 1857
- Sorex tundrensis Merriam, 1900
- Sorex ugyunak Anderson e Rand, 1945
- Sorex unguiculatus Dobson, 1890
- Sorex vagrans Baird, 1857
- Sorex ventralis Merriam, 1895
- Sorex veraecrucis Jackson, 1925
- Sorex veraepacis Alston, 1877
- Sorex volnuchini Ognev, 1922
- Sorex yukonicus Dokuchaev, 1997